# 3517 Tatianicheva
3517 Tatianicheva è un asteroide della fascia principale. Scoperto nel 1976, presenta un'orbita caratterizzata da un semiasse maggiore pari a 2,2409636 UA e da un'eccentricità di 0,0958126, inclinata di 3,14972° rispetto all'eclittica.